# 细链藻科
细链藻科（学名：Leptosiraceae）为小球藻目的一个科。

## 下级分类
本科包括以下属：
- 细链藻属 Leptosira A.Borzì, 1883
- 伪肋球藻属 Pseudopleurococcus J.W.Snow, 1899